# Número índice
Número índice é o quociente de variável enfocada entre datas distintas, sejam elas temporais ou espaciais. O índice só tem significado se as datas que se refere forem claramente especificadas, caracterizando a época, o período e o local a que dizem respeito. Nesse quociente, o numerador é chamado valor considerado (ou corrente), e denominador, valor base (ou de referência).

## Conceito
Por convenção, índice é adimensional, na forma percentual, com dois dígitos e sem sinal indicativo dessa condição. O que lida com grandezas simples é dito elementar ou simples; o que trata de grandezas complexas (resume muitos valores), agregativo ou sintético. Como a base corresponde o valor 100, é indicada por: base = 100.
Em razão da própria definição – quociente de dada variável em suas datas distintas -, o número-índice também é dito valor relativo ou simplesmente relativo. Em Economia, por exemplo, é freqüente o interesse na variação dos preços, quantidade e valor dos bens e serviços que as firmas produzem e oferecem ao mercado, visando atender às necessidades objetivas e subjetivas de seus consumidores potenciais.

## Aplicações
- Em estatística é sinônimo de variação relativa na variável de interesse;
- Em economia, há índices de preços, quantidades e valor dos bens, de custo de vida, de (des)emprego, de bolsas de valores, de concentração dos mercados, de monopólio de empresas, de importação e exportação;
- Em administração, índices de produção, de liquidez (corrente e seco), velocidade de vendas, lucratividade e endividamento possibilitam avaliar a saúde financeira das empresas,
- Em Administração pública, diversos índices permitem avaliar a qualidade de vida, a permanência ou evasão escolar, o nível de criminalidade e o padrão de saúde das populações.

E há mais em muitas outras áreas como Engenharia, Física, Medicina (índices de fertilidade, natalidade, morbidez, mortalidade, etc.), nas chamadas ciências do comportamento (psicologia, sociologia, etc.) e em educação (quociente de inteligência, coeficiente de aprovação, etc.).